# Vojtech Zachar
Vojtech Zachar (21. října 1922, Krompachy – 5. listopadu 2006) byl slovenský fotbalista, křídelní útočník, reprezentant Československa. Po skončení hráčské kariéry se stal trenérem.

## Sportovní kariéra

### Reprezentace
V československé reprezentaci odehrál v letech 1946–1947 čtyři utkání a vstřelil čtyři góly. Svůj debut si odbyl 29. září 1946 v Bělehradu proti Jugoslávii (prohra 2:4). Dal po dvou brankách Rakousku (27. října 1946 ve Vídni, výhra 4:3) a Dánsku (20. června 1947 v Kodani, nerozhodně 2:2). Naposled nastoupil jako střídající hráč 31. srpna 1947 v Praze proti Polsku (výhra 6:3).

### Prvoligová bilance
V nejvyšší soutěži hrál za Žilinu, tamtéž v ročníku 1956 vedl prvoligové mužstvo jako trenér.
| Ročník             | Zápasy | Góly | Minuty | Klub                 |
| ------------------ | ------ | ---- | ------ | -------------------- |
| I. liga 1945/1946  | –      | 9    | –      | ŠK Žilina            |
| I. liga 1946/1947  | –      | 18   | –      | ŠK Žilina            |
| I. liga 1947/1948  | –      | 1    | –      | ŠK Žilina            |
| I. liga 1948       | –      | 3    | –      | Slovena Žilina       |
| I. liga 1949       | –      | 3    | –      | Slovena Žilina       |
| I. liga 1950       | –      | 5    | –      | Slovena Žilina       |
| I. liga 1951       | –      | 1    | –      | Slovena Žilina       |
| I. liga 1952       | –      | 2    | –      | Slovena Žilina       |
| II. liga 1953      | –      | –    | –      | Iskra Slovena Žilina |
| I. liga 1954       | 15     | 2    | 1159   | Iskra Slovena Žilina |
| CELKEM I. ČS. LIGA | 97     | 44   | –      |                      |